# الایبی، اماموگلو
الایبی، اماموگلو (به لاتین: Alaybeyi, İmamoğlu) یک منطقهٔ مسکونی در ترکیه است که در استان آدانا واقع شده‌است.